# Crefuèlha
Crefuèlha (francès Aigrefeuille) és un municipi occità, del Llenguadoc, situat al departament de l'Alta Garona i a la regió d'Occitània.

## Geografia
Comuna de l'àrea urbana de Tolosa es troba a les portes de Lauragués 13 km a l'est de Tolosa.